# ورم ملاطي

مُخطَّط لرحى بشريّة سفليّة يظهر مكوناتها الرئيسيّة

الورم الملاطي (بالإنجليزية: cementoma)‏ هو ورم سني يصاب به الملاط، وهو ورم حميد عادةً ما يلاحظ ككتلة دائرية من الأنسجة الصلبة ملتحمة بجذر السن. يتواجد عامةً بالفك السفلي في منطقة الأرحاء السفلية، حيث يصاب به الأفراد بين عمر 8 إلى 30 من الجنسين بتواتر متساوٍ، وبالرغم من أنه يسبب تشوه للمناطق المحيطة، لكن عادةً ما يكون نموه غير مؤلم على الأقل في البداية. غالبًا ما يلاحظ زيادة كبيرة في سمك الملاط، ويمكن أن يلاحظ ذروياً. لا يقتصر الورم الملاطي على الفك السفلي حيث أنه يمكن أن يصيب الفك العلوي وأجزاء أخرى من الجسد كالعظام الطويلة.

## العلامات والأعراض
يتميز الورم الملاطي بسماكة كبيرة للملاط حول جذور الأسنان. الأسنان المعرضة للورم الملاطي تشمل الأسنان اللبنية و الدائمة، الضروس والضواحك المنطمرة. عادتاً ما يكون الورم الملاطي حميد وبلا ألم، وبالرغم من أن الأعراض قد تكون غير ملحوظة إلا أنه قد يلاحظ ألم خفيف وحساسية مفرطة للأسنان مع نمو الورم. وضوح رؤية الورم الملاطي قد تزيد بزيادة حجمه وقد يسبب ذلك تشوه أو إنتفاخ للوجه والمناطق المحيطة بالإضافة إلى إزاحة للسنة. التحليل النسيجي له يظهر العديد الصفائح الملاطية وألتي تعد دليل على نشاط الخلايا البانية للملاط والهادمة للملاط.

### المضاعفات
المضاعفات التالية قد تحدث نتيجةً لنمو وتوسع الملاط:
- نزيف
- تلف الأعصاب
- سوء الإطباق

## الأسباب
السبب الأساسي للورم الملاطي لايزال غير معروف. المفهوم هو أن الخلايا الخاصة بالملاط والتي تتواجد عند ذروة جذر السنة قد تنمو بشكل لا يمكن السيطرة عليه في حالات نادرة. الورم الملاطي مشتق من اللحمة الظاهرية المتوسطة من أصل سني مضاعفات من نقص الملاط أو تكاثر الخلايا البانية للملاط قد يصادف ولكن على أي حال الورم الملاطي ربط نظريا بكونه ناتج فقط عن ورم، تفاعل نتيجة لتهيج موضعي، عدوى, خلل بالغدد الصماء، تكاثر الخلايا ونقص الفيتامين.

## الفيزيولوجيا المرضية
تتطور الأورام الملاطية كخلايا تولد الملاط، أو تتكاثر الخلايا البانية للملاط بشكل لا يمكن السيطرة عليه عند ذروة جذر السن. تتوقف الخلايا البانية للملاط والتي تشكل الملاط عادة عن نشاطها وتصبح خلايا ملاطية. ومع ذلك، توجد طبقة من الخلايا البانية للملاط على الطبقة الخارجية من الرباط اللثوي، حيث تستأنف هذه الخلايا نشاطها عند إصابة السن. ويؤدي الإنتاج المفرط للملاط إلى تدمير الرباط اللثوي والفك السفلي.
حدد الباحثون في دراسة الحالة لعامي 2017 و 2018 أن مسببات المرض تحدث على ثلاث مراحل. المرحلة الأولى تتضمن إنحلال للعظام الذروية والتي يتميز نسيجها البيني الخارجي بأنه غير متكلس وتتميز بتكون منطقة دائرية شفيفة للأشعة قريباً من ذروة الأسنان المتضررة. بينما تتميز المرحلة الثانية بوجود خلايا ناشطة بانية للملاط التي تخلق مادة ظليلة للأشقة في وسط الآفة. و تتميز المرحلة النهائية بنضج وتكلس الآفة بأكملها حيث تكون ظليلة للأشعة تمامًا وتحيط بها حافة شفافة للأشعة.

## تشخيص
قد يظهر الورم الملاط على صورة شعاعية أو أشعة سينية حيث يظهر ككتلة ظليلة ويكون ذلك حسب مرحلته وكتلته تلك تكون داخل قوس الأسنان السفلي. في المراحل المبكرة، ستظهر الكتلة على شكل شفيف للأشعة. في المراحل النهائية، بنيما في المراحل الاخيرة تصبح الكتلة ظليلة للأشعة وتكون حافتها شفيفة للأشعة. مع تضخم الآفة، يزداد تعقيد التشخيص ويجب تحليل الكتلة بحثًا عن خصائص الورم السني ، وفرط تكون الملاط ، وخلل تنسج الملاط، والتهاب العظم المتكثف. يمكن أن يؤدي التشخيص الخاطئ إلى قناة جذر غير ضرورية.

### تشخيص تفريقي
- تكشف الأورام الملاطية عن رباط شفيف للأشعة أكثر انتظامًا يحيط بالآفة من الأربطة الموجودة في خلل تنسج الملاط.
- عادة ما يوجد خلل تنسج الملاط الذروي في الأسنان الأمامية السفلية ولا يسبب تحركاً في الأسنان.
- تتميز الأورام السنية بكثافة إشعاعية مختلطة وعادة ما تكون غير مستمرة في الجذر.
- يحدث فرط تكون الملاط مع آفات صغيرة ولا يكون مصحوباُ بألم أو تورم في الفك.
- التهاب العظم المتكثف هو آفة ظليلة للأشعة محددة جيدًا تحيط عادةً بقمة السن الميتة ولا تحتوي على حافة شفيفة للأشعة.[8]

## الوقاية / العلاج
لا توجد حاليًا أي تدابير وقائية متاحة للأورام الملاطية. يتضمن علاج الورم الملاطي إزالة الكتلة جراحيًا وربما جزء من المنطقة المصابة و / أو الأسنان. يكون الاستئصال الجراحي دون أو بحد الإضرار بالأسنان المحيطة ما لم تكن الآفة صغيرة وإذا كانت هناك نسبة كافية من التاج إلى الأسنان. على الرغم من أن ورم الملاط حميد، إلا أنه سيستمر في النمو في الحجم إذا تُرك دون علاج. سيؤثر النمو أيضًا بشكل كبير على وظيفة الأسنان. إذا لم تتم إزالة الأسنان المصابة والنمو بشكل كامل، يزداد خطر تكرار حدوث الإصابة.

## مآل
لا يوجد شكل خبيث من هذه الحالات ونادرًا ما تظهر الكتلة مرة أخرى. يمكن للأفراد توقع الشفاء التام من هذه الحالة مع العلاج المناسب وإزالة المنطقة المصابة. على الرغم من أن تكرار الورم الملاط نادر للغاية، يوصى بالمتابعة بعد الجراحة والمتابعة طويلة المدى.

## علم الأوبئة
يمثل الورم الملاطي أقل من واحد بالمائة من الأورام السنية. تزداد احتمالية إصابة الرجال والنساء الذين تتراوح أعمارهم بين العشرينات والثلاثينيات بالورم الملاطي، حيث يتأثر الذكور أكثر بقليل من الإناث. من بين جميع الحالات المبلغ عنها، كان خمسون بالمائة من المرضى أقل من 20 عامًا وخمسة وسبعين بالمائة تقل أعمارهم عن 30 عامًا. لوحظ حدوثه أيضًا في كل من الأطفال وكبار السن. يختلف نوع ورم الملاط حسب الفئة الديموغرافية.

## اتجاهات البحث
هناك نقص في كل من المعلومات والأبحاث الحديثة حول ورم الملاط. هناك العديد من دراسات الحالة الفردية المتاحة على أنواع مختلفة من الأورام الملاطية، ومع ذلك لم يتم تنفيذ أي تجارب سريرية لعلاج هذه الحالة. يفصل تقرير لحالة عام 2018 عن تكرار حدوث إصابه غير معتاد لطفل يبلغ من العمر 4.5 سنوات. تمت إحالة الطفل الصغير إلى قسم جراحة الفم والوجه والفكين بجامعة طهران للعلوم الطبية، وعند الفحص، وجدوا كتلة ظليلة للأشعة محددة جيدًا في المنطقة الذروية من الضرس الثاني السفلي اللبني الأيمن. كان المريض يعاني من تورم وألم خفيف، ولكن لا يعاني من صعوبة في الكلام أو التنفس أو البلع. تمت إزالة الآفة الأولى ة، ولكن في سن 5.5 ، كشفت المتابعة بعد الجراحة عن آفة جديدة مصحوبة بتورم خفيف. تم تحديد هذه الآفة وكذلك الآفة التي ظهرت في عمر 8 سنوات على أنها ورم ملاط حميد. تمت إزالة كل آفة وأظهر الصبي دليلًا على عدم تكرار حدوث إصابة بعد ثلاث متابعات ما بعد الجراحة.

## أنواع
يتم وصف أربعة أنواع من الأورام الملاطية:
- الورم الأرومي الملاطي الحميد
- خلل التنسج الملاطي الذروي
- الأورام الملاطية القمية المتعددة
- الورم الملاط العملاق